# Desa Tenjolaya (administrativ by i Indonesien, lat -6,77, long 106,78)
Desa Tenjolaya är en administrativ by i Indonesien.   Den ligger i provinsen Jawa Barat, i den västra delen av landet, 60 km söder om huvudstaden Jakarta.